# غابرييل فيلاميل
غابرييل فيلاميل (بالإسبانية: Gabriel Villamíl)‏ هو لاعب كرة قدم بوليفي في مركز الوسط، ولد في 28 يونيو 2001 في لاباز في بوليفيا.

## وصلات خارجية
- غابرييل فيلاميل على موقع قاعدة بيانات كرة القدم.إي يو (الإنجليزية)
- غابرييل فيلاميل على موقع ناشيونال فوتبول تيمز (الإنجليزية)
- غابرييل فيلاميل على موقع Soccerway.com (الإنجليزية)